# Shrewsbury (Missouri)
Shrewsbury és una població dels Estats Units a l'estat de Missouri. Segons el cens del 2000 tenia 6.644 habitants.

## Demografia
Segons el cens del 2000, Shrewsbury tenia 6.644 habitants, 3.266 habitatges, i 1.407 famílies. La densitat de població era de 1.793,9 habitants per km².
Dels 3.266 habitatges en un 17,3% hi vivien nens de menys de 18 anys, en un 34% hi vivien parelles casades, en un 7,5% dones solteres, i en un 56,9% no eren unitats familiars. En el 47,5% dels habitatges hi vivien persones soles el 22,5% de les quals corresponia a persones de 65 anys o més que vivien soles. El nombre mitjà de persones vivint en cada habitatge era d'1,91 i el nombre mitjà de persones que vivien en cada família era de 2,8.
Per edats la població es repartia de la següent manera: un 15,6% tenia menys de 18 anys, un 10,8% entre 18 i 24, un 29,8% entre 25 i 44, un 17,4% de 45 a 60 i un 26,3% 65 anys o més.
L'edat mediana era de 40 anys. Per cada 100 dones de 18 o més anys hi havia 74,2 homes.
La renda mediana per habitatge era de 40.896 $ i la renda mediana per família de 57.007 $. Els homes tenien una renda mediana de 40.951 $ mentre que les dones 35.018 $. La renda per capita de la població era de 27.479 $. Entorn del 3,1% de les famílies i el 8,7% de la població estaven per davall del llindar de pobresa.

## Poblacions més properes
El següent diagrama mostra les poblacions més properes.